# Matthew J. Holman
Matthew J. Holman (født 1967) er en amerikansk astrofysiker, der forelæser ved Harvard Universitet. Holman studerede ved Massachusetts Institute of Technology, hvor han blev bachelor i matematik i 1989 og ph.d. i planetologi i 1994.
Han var del af et hold, der opdagede mange irregulære måner for Jupiter (planet), Saturn (planet) (Albiorix), Uranus (Prospero, Setebos, Stephano, Trinculo, Margaret, Francisco, Ferdinand) and Neptun (Halimede, Sao, Laomedeia, Neso).